# Ukita Hideie

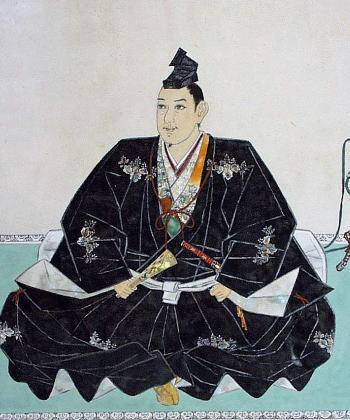
Ukita Hideie

Ukita Hideie (宇喜多 秀家?; 1573 – 1655) è stato un militare giapponese samurai del periodo Sengoku, daimyō di Bizen e Mimasaka (l'attuale prefettura di Okayama) e uno dei membri del consiglio dei cinque reggenti nominati da Toyotomi Hideyoshi.

## Biografia
Hideie era il figlio di Ukita Naoie, divenne capo del clan Ukita alla morte del padre, e fece velocemente carriera nei suoi primi anni, poiché Toyotomi Hideyoshi lo prese come suo protetto. 
Nel 1582 chiese aiuto a Oda Nobunaga dopo che il clan venne messo sotto attacco dei Mōri. Dopo la morte di Nobunaga fu confermato da Hideyoshi nel suo feudo e ne aumentò il potere. Servì nelle due campagne di Corea, ricevendo dal Kampaku il titolo di Chunagon. Fu poi nominato membro del consiglio di reggenza da Hideyoshi e gli fu dato un feudo di 575000 koku, che comprendevano le provincie di Bitchū, Bizen e Mimasaka. 
Si alleò con Ishida Mitsunari allo scoppio della guerra e condusse i suoi 17000 uomini alla Battaglia di Sekigahara. I suoi uomini si batterono con valore, ma dovettero arrendersi alla superiorità numerica degli avversari, soprattutto dopo il tradimento di Kobayakawa Hideaki. In seguito alla disfatta delle truppe, cercò di nascondersi assieme a Shimazu Yoshihiro poiché temeva la vendetta dei Tokugawa. Nel 1603 Shimazu Iehisa rivelò a Ieyasu la presenza di Hideie che lo condannò a morte. Tuttavia la sentenza fu mutata e Tokugawa Ieyasu lo esiliò sull'isola di Hachijō-jima. 
Durante l'esilio nell'isola, Hideie cambiò i kanji del suo nome. Si leggevano sempre allo stesso modo, ma  gli ideogrammi usati assumevano un significato più semplice. 宇喜多? (Ukita) divenne 浮田? (Ukita). Hideie fu accompagnato da due dei suoi figli quando venne esiliato dove divennero semplici contadini (da qui la scelta dei nuovi kanji). La moglie di Hideie, Go-hime, andò a vivere con suo fratello Maeda Toshinaga a Kanazawa assieme ad un altro dei suoi figli. Quel bambino crebbe servendo il clan Maeda e iniziò un nuovo ramo della famiglia Ukita nella provincia di Etchū.
Hideie ricevette la grazia dallo shōgun Tokugawa alla morte di  Ieyasu nel 1616, ma si rifiutò di lasciare l'isola e visse a Hachijō-jima fino al 1655, quando morì a 84 anni. Fu l'ultimo daimyō del periodo Sengoku a morire. I discendenti di Hideie continuarono a vivere sull'isola dopo la sua morte. Si dice che la moglie di Hideie, Go-hime, e i suoi discendenti, assieme a quelli del nuovo ramo di famiglia in Etchū, continuarono a inviare rifornimenti agli Ukita di Hachijō-jima fino alla fine del periodo feudale nel 1868.